# Fledermaus-Kolonien im Südwesten Oberbayerns
Fledermaus-Kolonien im Südwesten Oberbayerns este o arie protejată (arie specială de conservare — SAC, sit de importanță comunitară — SCI) din Germania întinsă pe o suprafață de 0,56 ha, integral pe uscat.

## Localizare
Centrul sitului Fledermaus-Kolonien im Südwesten Oberbayerns este situat la coordonatele 48°01′37″N 11°05′13″E / 48.0269°N 11.0869°E.

## Înființare
Situl Fledermaus-Kolonien im Südwesten Oberbayerns a fost declarat sit de importanță comunitară în martie 2001 pentru a proteja 2 specii de animale. Situl a fost protejat și ca arie specială de conservare în aprilie 2016.

## Biodiversitate
Situată în ecoregiunea continentală, aria protejată nu include niciun habitat protejat.
La baza desemnării sitului se află mai multe specii protejate de  mamifere (2): liliac cărămiziu (Myotis emarginatus), liliac comun (Myotis myotis).